# Мусик (Пенсилванија)
Мусик (енгл. Moosic) град је у америчкој савезној држави Пенсилванија.

## Демографија
По попису из 2010. године број становника је 5.719, што је 144 (2,6%) становника више него 2000. године.
| Група             | 2000.         | 2010.         |
| Белци             | 5.485 (98,4%) | 5.309 (92,8%) |
| Афроамериканци    | 16 (0,3%)     | 56 (1,0%)     |
| Азијати           | 27 (0,5%)     | 103 (1,8%)    |
| Хиспаноамериканци | 30 (0,5%)     | 211 (3,7%)    |
| Укупно            | 5.575         | 5.719         |